# Kaltenengers
Kaltenengers é um município da Alemanha localizado no distrito de Mayen-Koblenz, estado da Renânia-Palatinado.
Pertence ao Verbandsgemeinde de Weißenthurm.